# 范维唐
范维唐（1935年7月18日—2023年1月1日），男，原籍湖北鄂城，生于北京，中国采矿工程技术专家，中国工程院院士。

## 生平
1956年，毕业于北京钢铁学院（现北京科技大学）采矿系。
1963年，获苏联莫斯科矿业学院技术科学副博士学位。
1994年，当选为中国工程院院士。